# Þróttur Reykjavík
Knattspyrnufélagið Þróttur, ook wel Þróttur Reykjavik genoemd, is een op 5 augustus 1949 opgerichte voetbalclub uit Reykjavík, IJsland. De club kent zowel een mannen- als vrouwenafdeling. Behalve de voetbaltak is er ook een handbaltak, tennistak en een volleybaltak. Met name in het volleybal is de club succesvol geweest, met 14 IJslandse Kampioenschappen sinds 1974. In het handbal werd in 1981 de beker gewonnen.

## Geschiedenis
De club is opgericht in het westen van Reykjavík en verhuisde daarna naar de oostkant. In 1999 verhuisde de club wederom, dit keer naar een terrein in Laugardalur, vlak naast het Laugardalsvöllur. Plannen voor een fusie met de buren Glímufélagið Ármann bleken niet succesvol. De twee clubs werken wel samen, maar waar Þróttur zich richt op teamsporten, richt Ármann zich meer op individuele sporten.

## Mannen
Het eerste elftal speelde negentien seizoenen in de hoogste klasse, waarvan 2016 de laatste keer was. 
De club uit de hoofdstad leeft in de schaduw van stadgenoten KR, Fram, Valur, Víkingur en sinds enkele jaren ook Fylkir. De club speelde in 1953 voor het eerst in de hoogste klasse en kon het toen drie jaar uitzingen. De club speelde nooit meer dan drie opeenvolgende seizoenen in de hoogste klasse en degradeerde acht keer al na één seizoen. 

## Competitie
Úrvalsdeild = 1e klasse vanaf 1997; 1.Deild = 1e klasse t/m 1996, 2e klasse vanaf 1997; 2.Deild = 2e klasse t/m 1996, 3e klasse vanaf 1997

## Eindklasseringen
- 2000 7e
1. deild karla
- 2001 3e
1. deild karla
- 2002 2e
1. deild karla
- 2003 9e
Úrvalsdeild
- 2004 2e
1. deild karla
- 2005 10e
Úrvalsdeild
- 2006 4e
1. deild karla
- 2007 2e
1. deild karla
- 2008 10e
Úrvalsdeild
- 2009 11e
Úrvalsdeild
- 2010 7e
1. deild karla
- 2011 7e
1. deild karla
- 2012 3e
1. deild karla
- 2013 10e
1. deild karla
- 2014 3e
1. deild karla
- 2015 2e
1. deild karla
- 2016 12e
Úrvalsdeild
- 2017 3e
1. deild karla
- 2018 5e
1. deild karla
- 2019 10e
1. deild karla
- 2020 10e
1. deild karla
- 2021 11e
1. deild karla
- 2022 2e
2. deild karla
- 2023 8e
1. deild karla
- 2024 7e
1. deild karla

- Úrvalsdeild
- 1. deild karla
- 2. deild karla

## Vrouwen
Het eerste vrouwenelftal speelt voor het 7e seizoen op het hoogste niveau in de Úrvalsdeild, in 1990, 1991, 1992, 2011, 2013 en 2015. Door het kampioenschap in de 1. deild kvenna in 2019 komt het elftal in 2020 ook weer uit in de Úrvalsdeild.